# ベロモービル

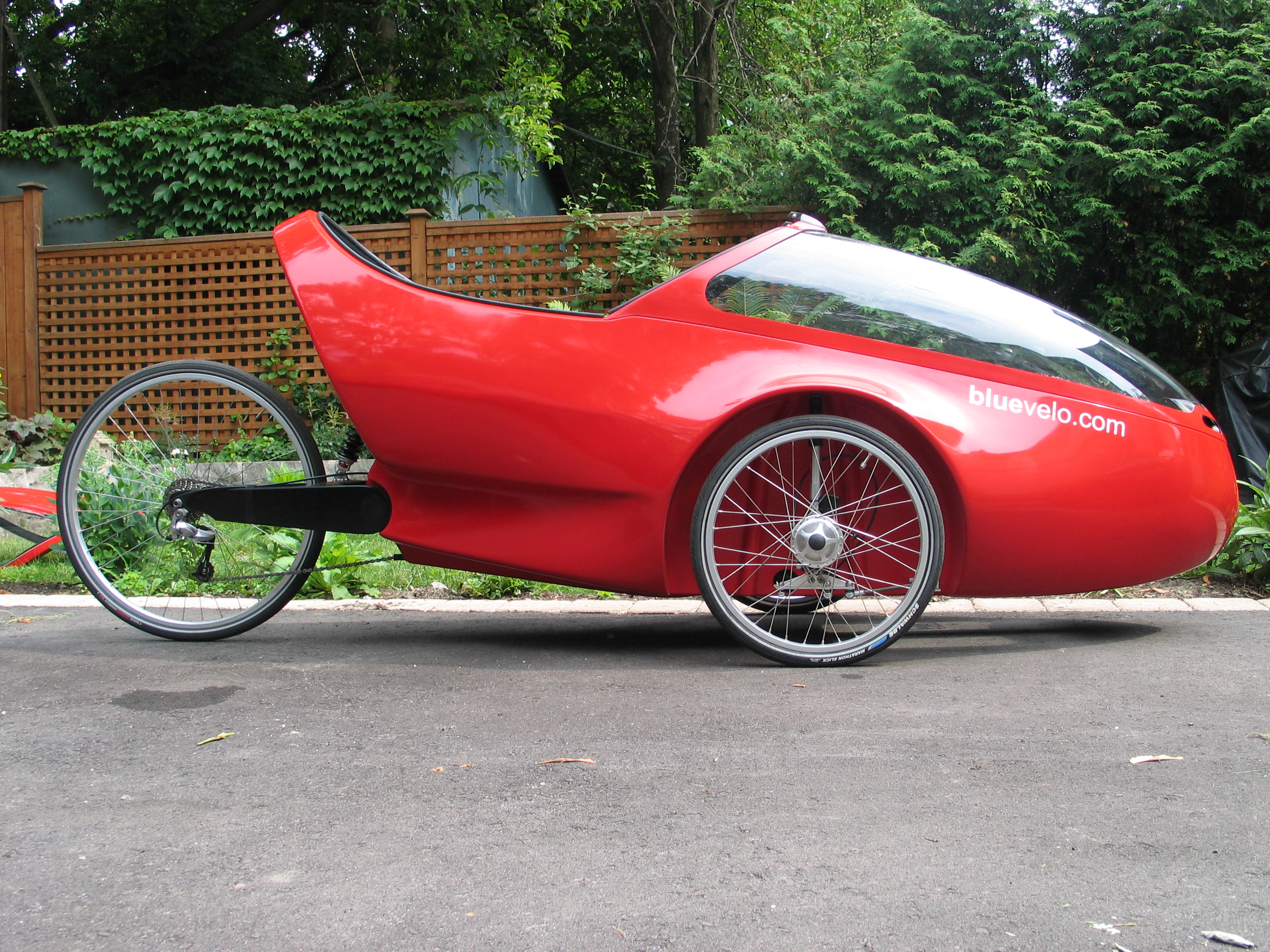
赤いフェアリングのベロモービル

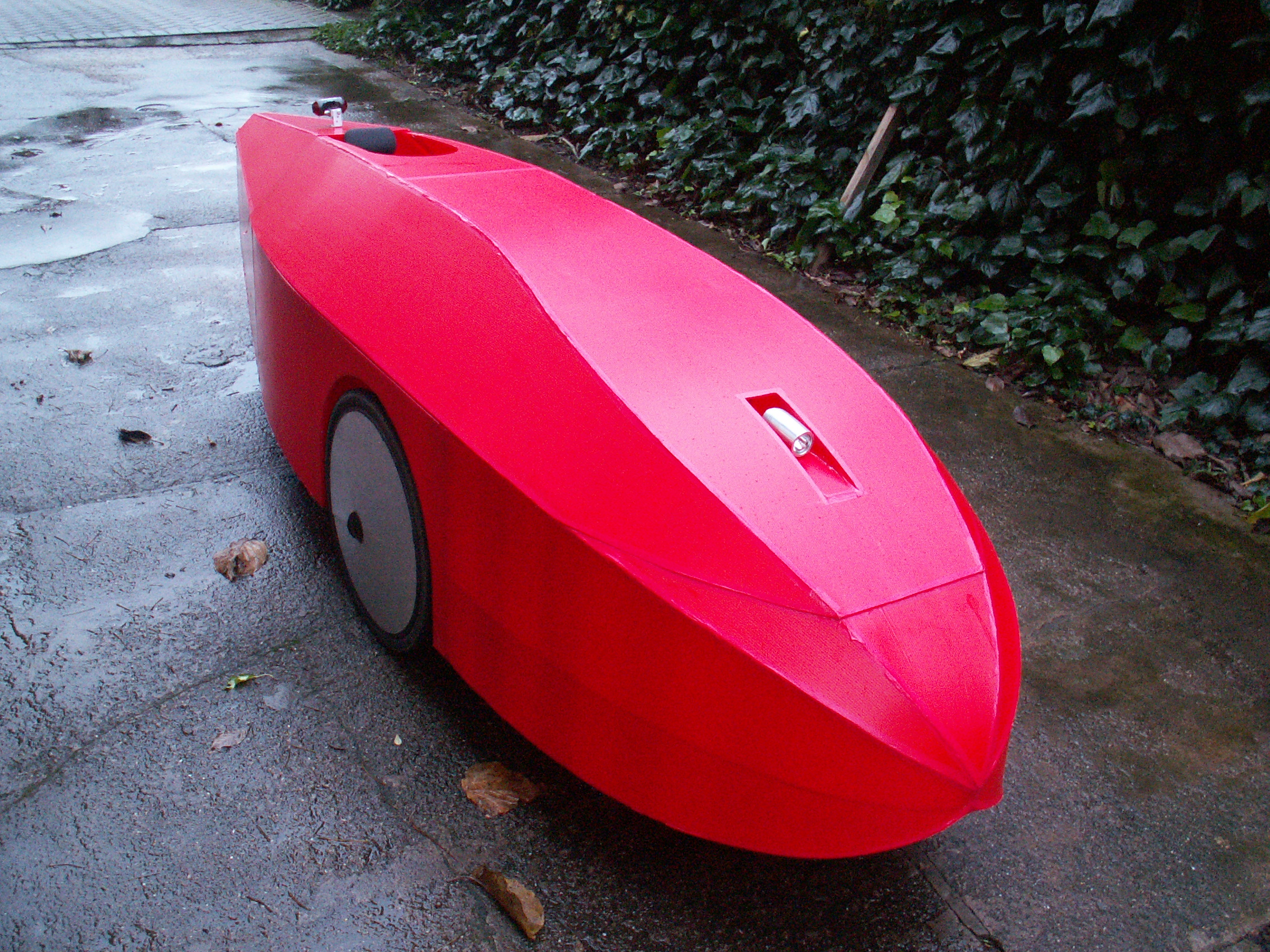
プラダンのフェアリングを被せた自家製ベロモービル

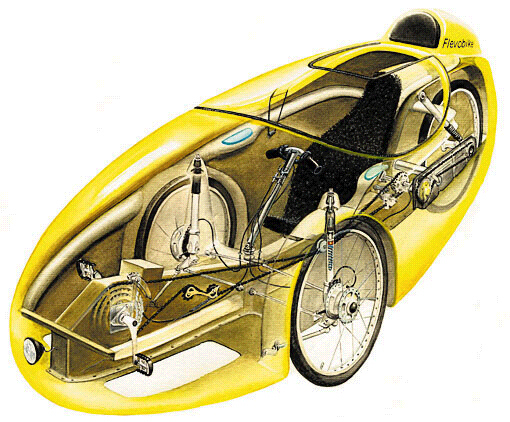
内部構造

ベロモービル（Velomobile）とは屋根付きの自転車である。競技用のものはストリームライナーと呼ばれる。

## 概要
ベロモービルはリカンベントトライクをフェアリングで覆ったものが多い。搭乗者の頭が車体に覆われていない車種と全身が覆われるモデルがあるが、頭が覆われないモデルは視界や音を遮られず、運転者の体温を逃がすことができる。一方、全身が覆われる車種は搭乗者が雨に濡れず運転できるが、風防が曇ったり、凍結したりすることがある。多くの車種では日常的な利用での利便性や快適性を考慮して設計されており、幅の広いタイヤやフルサスペンション、荷物スペースなどを備えている。しかし重量が約30kgと重いため、上り坂では運転者の負担が大きい。この点を克服するため、電動アシストユニットが装備されたベロモービルが作られている。

## 歴史

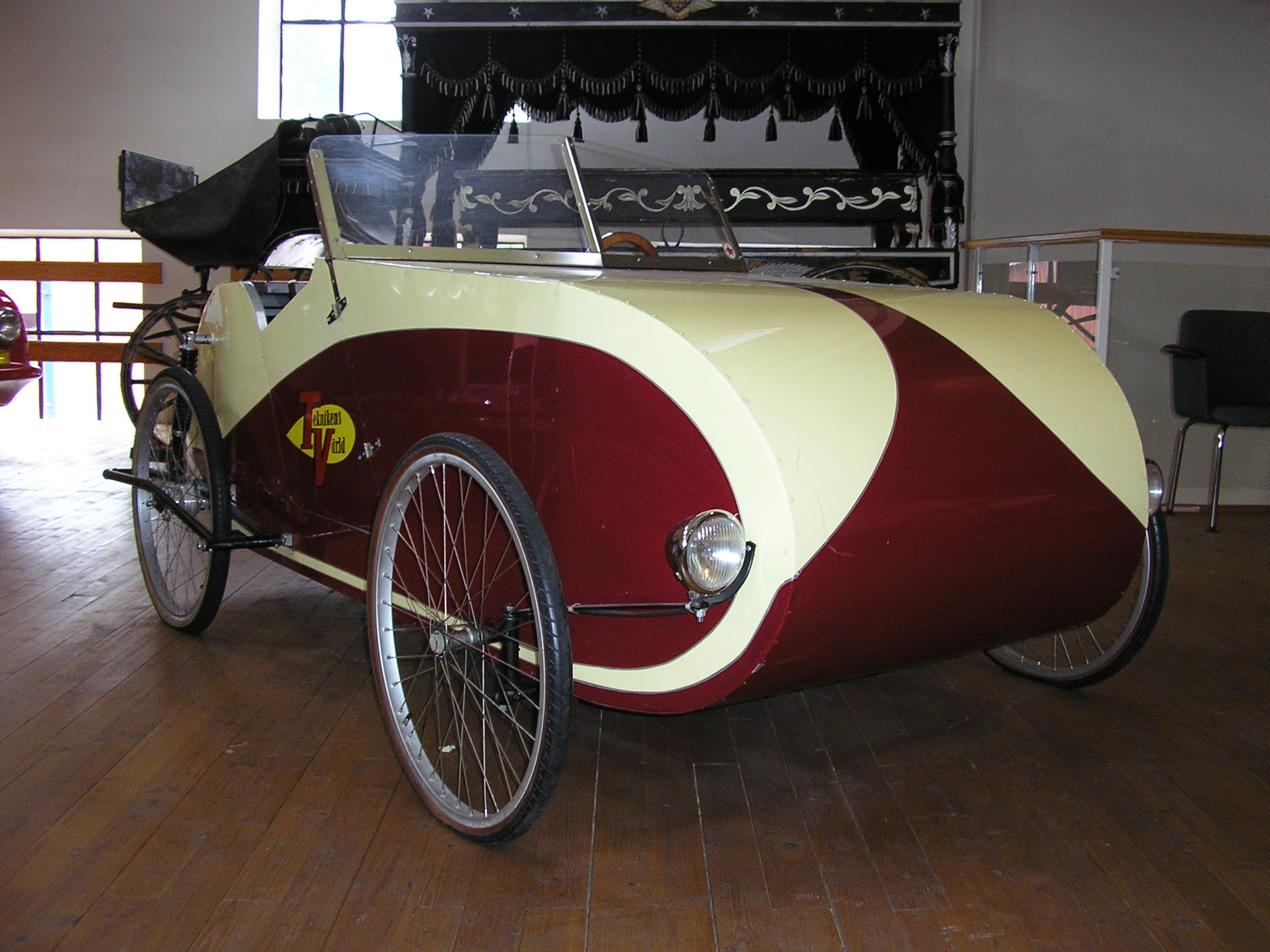
Fantom

ベロモービルは1930年代に生まれ、ミニカーとともに第二次世界大戦頃のヨーロッパで流行した。スウェーデンではFantomと呼ばれる設計の図面が売られて人気となり、実際に完成させた人は少数であったが、10万枚以上の設計図が売れた。経済の発展と共に動力付きの乗物が主流となり、ベロモービルは衰退していった。
1970年代には、タンデム型の2座席式で、鉄製のフレームにプラスティックのボディをかぶせたPPV（People Powered Vehicle）が生産されていた。座席は快適で、貨物スペースもあり、2つの座席のどちらにもペダルがあるなど、日常に利用する乗り物としての機能を持っていた。しかし重量が約50kgと重く、変速ギアが3段でブレーキの効きが悪いなどの問題があった。1983年、Carl-Georg Rasmussenが古い設計図を再発見し、それを現代風に手直ししたLeitraを製作している。Leitraは現在、最も長く販売されているベロモービルである。

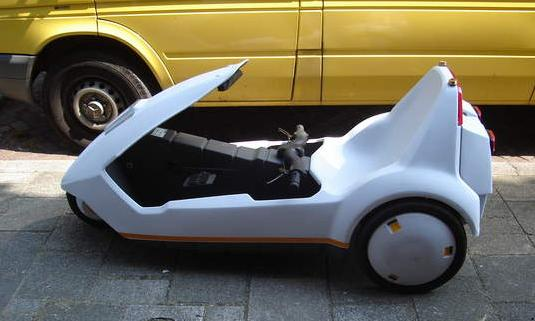
Sinclair C5

1985年、シンクレア・C5 (en: Sinclair C5)というベロモービルの量産が試みられた。C5は電動アシスト付きトライクであり、量産して低価格（約10万円）で販売するよう設計された。しかしC5は重く変速ギアを持たないうえ、快適な乗車姿勢を設定する際に重要なペダルとシートの間隔を調整する機能がなかったため失敗に終わった。このためC5はベロモービル全体に悪い印象を持たせることになった。
1990年代になると、メーカーの数も増え、現在は多くのベロモービルが世界中に存在している。その多くはオランダやドイツである。最近は電動アシスト付きのベロモービルも登場している。モーターはホイール内に設置される設計が多い。

## 市販車
Alleweder
オランダのメーカー。1993年設立。比較的安価なので入手しやすい。2002年にはモデルチェンジが行われた。価格はフェアリングキットで2500ユーロから、完成車で3300ユーロから。
Cab-bike
ドイツのメーカー。簡単にキャビンの脱着ができ、状況にあわせてさまざまなコーディネートができることで知られる。種類も豊富。価格は5500ユーロから。
Go-One
ドイツのメーカー。純全天候型ベロモービルの一つ。荷物は収納スペースではなく、防水バッグに入れてキャリアに取り付ける。価格は4300ユーロから。
Leiba
Leitra
デンマークのメーカー。1980年、Carl-Georg Rasmussenによって設立され、1983年にこのベロモービルの初代版が発売された。ボディ全体を開けて乗り降りをするタイプで、フルサスペンションや通気性の良い通気口など、走りよりも実用を重視して設計されている。価格は4000ユーロから。
Velomobiel.nl
オランダのメーカー。2000年に発売された「Quest」は、空気力学に基いたフェアリング構造を採用するスポーツベロモービルで、レースなどでも活躍している。2006年からは、後輪26インチになった。発売されてから200台以上が売れ、Allwederを抜かす勢いとなっている。2003年に発売された「Mango」は、Questの安価版でフェアリングの後部分が40cmほど短くなっている。価格はQuestで5000ユーロから、Mangoで3950ユーロから。同社が生産するベロモービルは、頭をフェアリングの上に出す開放形ベロモービルの一つである。また、大変人気があり、Questは2008年2月現在3年近くの待ちとなっている。
Flevobike
同国のメーカー。「Versatile」と呼ばれるベロモービルを開発している。形はMangoに似ているが、デザインなどが異なる。
Fietser
ベルギーのメーカー。同社が生産する「WAW」、「Bries」はQuestと同じスポーツベロモービルである。
価格は3800ユーロから。
Tri-sled
オーストラリアのメーカー。主にリカンベントを手がけているが、ベロモービルも生産しており、「Sorcerer」と言う車種を生産している。分類はQuestやWAWと同じスポーツベロモービルである。価格は7500オーストラリアドルから。

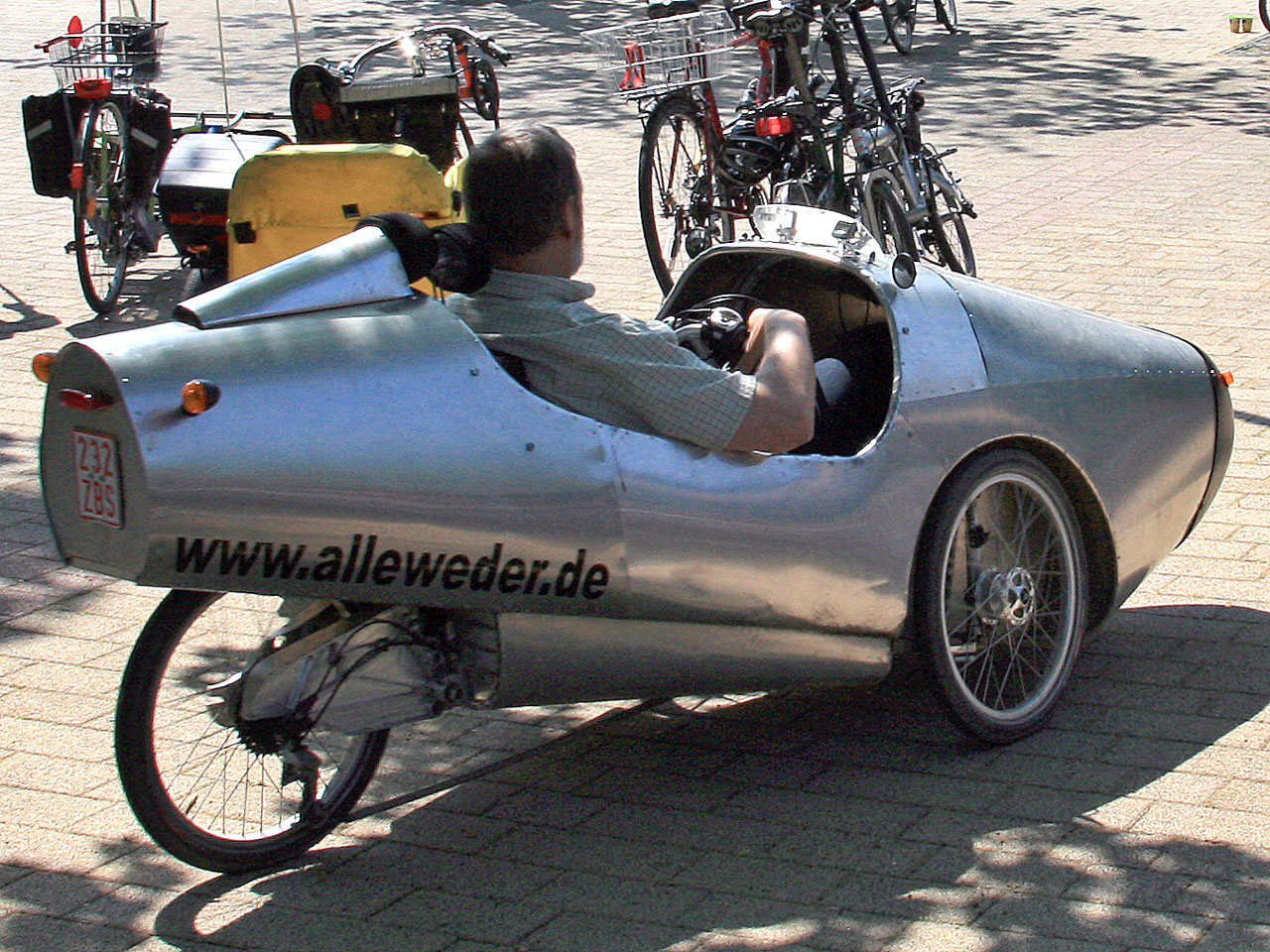
Alleweder A4
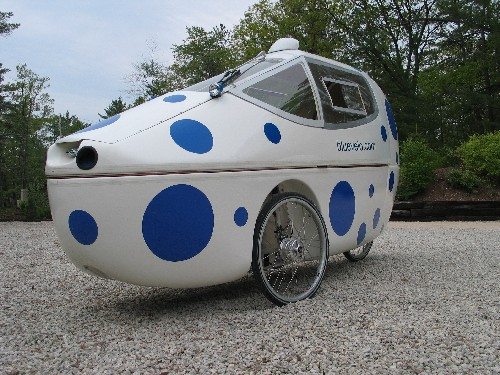
Cab-Bike
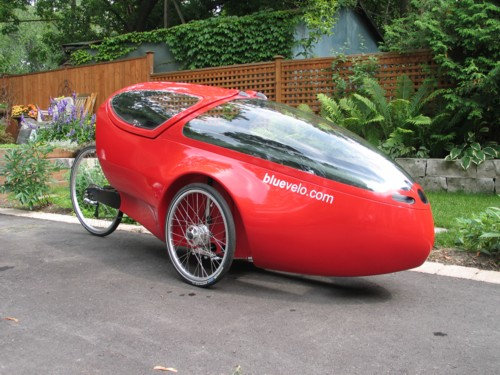
go-one{\displaystyle ^{3}}
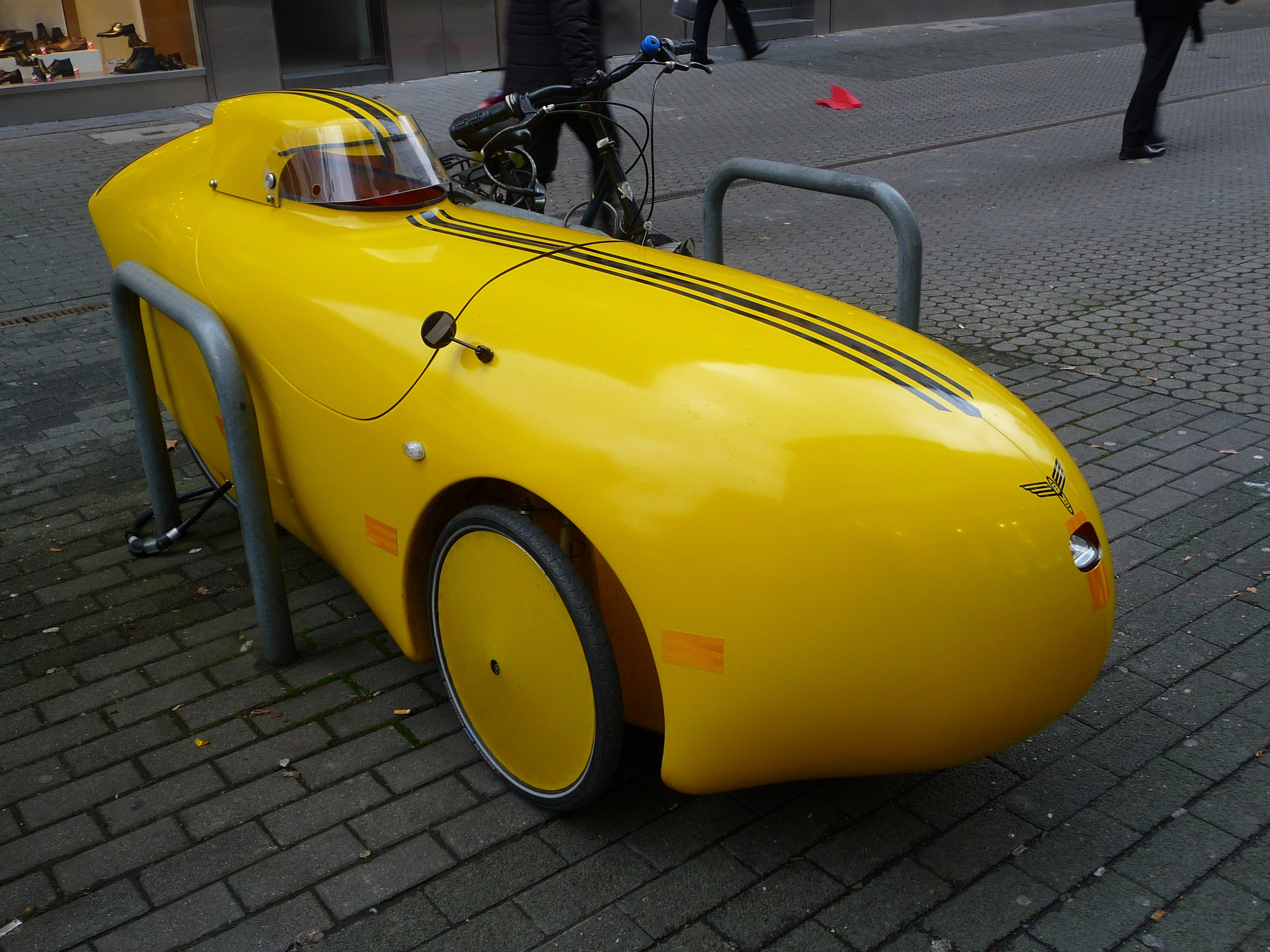
LEIBA x-stream
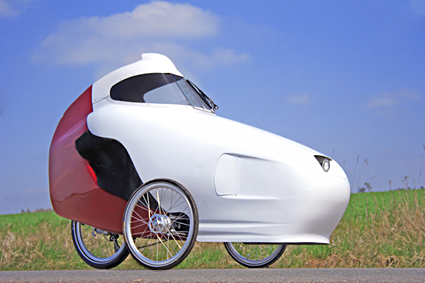
Leitra
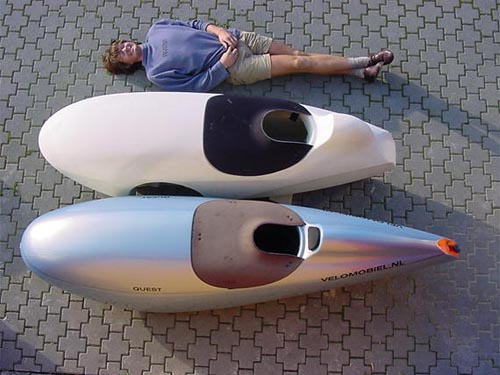
Velomobiel.nl Mango, Quest
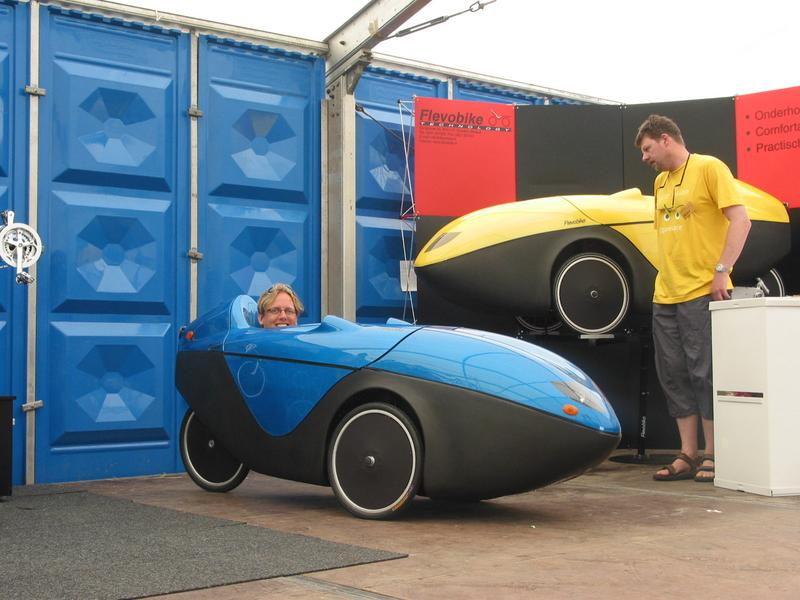
Flevobike Versatile
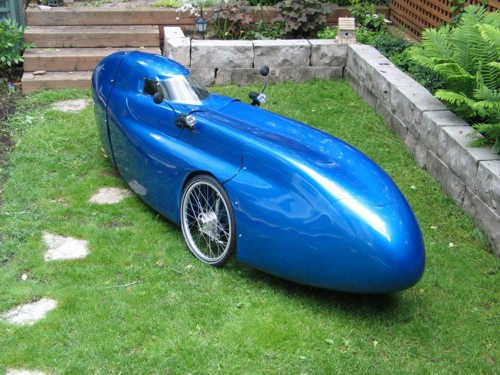
Fietser Waw